# Bộ Thần (辰)
Bộ Thần, bộ thứ 161 có nghĩa là "Thìn" là 1 trong 20 bộ có 7 nét trong số 214 bộ thủ Khang Hy.
Thìn là chi thứ năm trong mười hai địa chi tương ứng với con giáp là Rồng.
Trong Từ điển Khang Hy có 15 chữ (trong số hơn 40.000) được tìm thấy chứa bộ này.

## Tự hình Bộ Thần (辰)

Giáp cốt văn
Kim văn
Đại triện
Tiểu triện

## Chữ thuộc Bộ Thần (辰)
| Số nét bổ sung | Chữ      |
| -------------- | -------- |
| 0              | 辰/thần/ |
| 3              | 辱/nhục/ |
| 6              | 農/nông/ |
| 8              | 辳/nông/ |
| 12             | 辴/xiên/ |